# Dale Murphy
Dale Bryan Murphy (Portland, Oregón, 12 de marzo de 1956), más conocido como Dale Murphy, es un exjugador profesional estadounidense de béisbol que se desempeñó en la posición de jardinero central en las Grandes Ligas de Béisbol (MLB). Logró obtener cinco Guantes de Oro.

## Carrera
Murphy jugó como profesional quince temporadas en Atlanta Braves (1976-1990), después pasó a Philadelphia Phillies (1990-1992), luego a Colorado Rockies, donde jugó una temporada (1993), y fue el equipo en el que se retiró.

## Premios
Fue galardonado con el Guante de Oro en cinco oportunidades (1982, 1983, 1984, 1985 y 1986).